# Gregori (patrici)
Gregori (llatí: Gregorius; mort a Sufètula el 647) va ser un patrici de la província romana d'Orient d'Àfrica, esmentat per Teòfanes Isàuric.
Era governador quan es va produir la primera invasió musulmana. Tot recolzant-se en els «africans», que segurament eren amazics, es va revoltar contra l'Imperi declarant-se independent l'any 646, durant el regnat de Constant II. Va establir la seva capital a Safetula (Sbeitla). El 647 els musulmans van atacar la província i el van derrotar en la batalla de Safetula.